# Nationella sekretariatet för genusforskning
Nationella sekretariatet för genusforskning har ett nationellt uppdrag att främja genusforskning inom universitets- och högskolesektorn i Sverige. Sekretariatet är en nationell enhet vid Göteborgs universitet och invigdes den 2 september 1998. Verksamheten är forskningsdriven, med syfte att ”bidra till en kunskapsutveckling som främjar hållbara villkor för forskning, utbildning och arbetsliv”. Fokus är på internationell forskning om genus, makt och hållbarhet. 

## Verksamhet
Sekretariatets forskare och utredare genomför forskningsöversikter, utredningar och analyser samt identifierar kunskapsluckor och forskningsbehov. Verksamheten sker i samverkan med och på uppdrag av olika aktörer på nationell, nordisk och internationell nivå. Ett av sekretariatets uppdrag är att med ett rikstäckande perspektiv främja genusforskning inom universitets-och högskolesektorn.
Sedan 2012 har sekretariatet i uppdrag av Nordiska ministerrådet att vara värd för det nordiska samarbetsorganet Nordisk information för kunskap om kön (NIKK).

### Kritik
Litteraturvetare Anna Victoria Hallberg menar att sekretariatet genom sin så kallade jämställdhetsintegrering saboterar lärosätens autonomi, samt inskränker den akademiska friheten.

## Föreståndare
- Eva Gothlin 1998–2000
- Gunnel Karlsson 2000–2003
- Anne-Marie Morhed 2003–2009
- Kerstin Alnebratt 2009–2018
- Maria Grönroos tf 2017 samt 2018
- Fredrik Bondestam 2019–